# Being Beige
"Being Beige" er en sang skrevet af Billy Corgan og indspillet af The Smashing Pumpkins. Sangen, der blev udgivet den 20. oktober 2014, er den første single fra bandets ottende album Monuments to an Elegy, der er en del af udgivelsesprojektet Teargarden by Kaleidyscope, som bandet startede i 2009. 
Sangen er indspillet af Billy Corgan (sang, guitar, bas, keyboard), Jeff Schroeder (guitar) og Tommy Lee (trommer) i sommeren 2014. Det er den første Smashing Pumpkins-udgivelse, hvor Tommy Lee medvirker som trommeslager. Under studieindspilningerne var sangen kendt under navnet "Being Beige (World's on Fire)". 
| Musik | Spire Denne musikartikel er en spire som bør udbygges. Du er velkommen til at hjælpe Wikipedia ved at udvide den. |